# لينا إنغلوند
لينا إنغلوند (بالسويدية: Lina Englund)‏ هي ممثلة سويدية، ولدت في 14 مايو 1975 في سبونكا في السويد.

## أعمال

### أفلام
- (2007) آرن- فارس المعبد[5]

## وصلات خارجية
- لينا إنغلوند على موقع IMDb (الإنجليزية)
- لينا إنغلوند على موقع قاعدة بيانات الأفلام السويدية (السويدية)
- لينا إنغلوند على موقع ديسكوغز (الإنجليزية)
- لينا إنغلوند على موقع قاعدة بيانات الفيلم (الإنجليزية)